# Borgskogen
Borgskogen este o arie protejată (arie specială de conservare — SAC, sit de importanță comunitară — SCI) din Suedia întinsă pe o suprafață de 33 ha, integral pe uscat.

## Localizare
Centrul sitului Borgskogen este situat la coordonatele 60°00′22″N 18°29′44″E / 60.0061°N 18.4955°E.

## Înființare
Situl Borgskogen a fost declarat sit de importanță comunitară în ianuarie 1997 pentru a proteja 1 specie de plante. Situl a fost protejat și ca arie specială de conservare în martie 2011.

## Biodiversitate
Situată în ecoregiunea boreală, aria protejată conține 3 habitate naturale: Taiga vestică, Mlaștini împădurite, Păduri caducifoliate de mlaștină fino-scandinave.
La baza desemnării sitului se află o specie protejată de  plante: Buxbaumia viridis.